# 37678 McClure
37678 McClure è un asteroide della fascia principale. Scoperto nel 1995, presenta un'orbita caratterizzata da un semiasse maggiore pari a 2,3975228 UA e da un'eccentricità di 0,2932268, inclinata di 21,60452° rispetto all'eclittica.